# Matheus Vargas
Matheus de Vargas (* 18. Juni 1996 in Cláudia, Mato Grosso) ist ein brasilianischer Fußballspieler.

## Karriere
Matheus Vargas erlernte das Fußballspielen in den Jugendmannschaften von EC Santo André und Grêmio Osasco Audax. Von dem Jugendverein Grêmio Osasco Audax wurde er an Corinthians São Paulo und Audax Rio de Janeiro ausgeliehen. 2016 unterschrieb er bei seinem Jugendverein Grêmio Osasco Audax seinen ersten Profivertrag. Von Mai 2016 bis Ende November 2016 wurde er an den Oeste FC ausgeliehen. Mit dem Verein aus Itápolis spielte er 26-mal in der zweiten Liga, der Série B. Die Saison 2017/18 spielte er auf Leihbasis in Griechenland beim Erstligisten AO Kerkyra. Für den Klub aus Korfu bestritt er zwei Erstligaspiele. Der brasilianische Zweitligist AA Ponte Preta lieh ihn von September 2018 bis September 2019 aus. Nach 28 Zweitligaspielen kehrte er zu Grêmio Osasco Audax. Hier wurde sein Vertrag nicht verlängert. Im gleichen Monat verpflichtete ihn der Erstligist Fortaleza EC. Von hieraus erfolgten weitere Ausleihen an Atlético Goianiense, Sport Recife und EC Juventude. 2021 und 2022 gewann er mit Fortaleza EC die Staatsmeisterschaft von Ceará. Die Copa do Nordeste gewann er mit Fortaleza 2022. Mit Sport Recife gewann er 2023 die Staatsmeisterschaft von Pernambuco. Nach Vertragsende bei Fortaleza wurde er im Januar 2024 fest vom EC Juventude unter Vertrag genommen. Hier stand er bis Anfang März 2024 unter Vertrag. Nach kurzer Vertragslosigkeit ging er im Juni 2024 nach Asien. Hier unterschrieb er in Thailand einen Vertrag beim Erstligisten Buriram United. Nach acht Ligaspielen verließ er den Verein aus Buriram und kehrte in seine Heimat zurück. Hier schloss er sich dem Zweitligisten Paysandu SC aus Belém an.

## Erfolge
Fortaleza EC
- Staatsmeisterschaft von Ceará: 2021, 2022
- Copa do Nordeste: 2022

Sport Recife
- Staatsmeisterschaft von Pernambuco: 2023